# Koeweitse voetbalbeker 1985
De Koeweitse voetbalbeker 1985 (Emir Cup) was de 25ste editie van de strijd om de nationale voetbalbeker van Koeweit, die werd georganiseerd door de Koeweitse voetbalbond (KFA). Het toernooi vond plaats in mei 1985. Kuwait SC won de beker voor de vijfde keer in de clubgeschiedenis door titelverdediger Kazma SC in de eindstrijd na strafschoppen te verslaan. Al-Yarmouk won de strijd om de derde plaats: Qadsia SC werd in de troostfinale met 2–0 verslagen.

## Schema
|  | halve finale | halve finale |  |          | finale    | finale   |
|  |              |              |  |          |           |          |
|  | mei 1985     |              |  |          |           |          |
|  | Kuwait SC    | 4            |  |          |           |          |
|  | Al-Yarmouk   | 2            |  |          | mei 1985  | mei 1985 |
|  |              |              |  |          | Kuwait SC | 2 (4)    |
|  | mei 1985     | mei 1985     |  | Kazma SC | 2 (2)     |          |
|  | Kazma SC     | 3            |  |          |           |          |
|  | Qadsia SC    | 1            |  |          |           |          |

1962 · 
1963 · 
1964 · 
1965 · 
1966 · 
1967 · 
1968 · 
1969 · 
1970 · 
1971 · 
1972 · 
1973 · 
1974 · 
1975 · 
1976 · 
1977 · 
1978 · 
1979 · 
1980 · 
1981 · 
1982 · 
1983 · 
1984 · 
1985 · 
1986 · 
1987 · 
1988 · 
1989 · 
1990 · 
1991 · 
1992 · 
1993 · 
1994 · 
1995 · 
1996 · 
1997 · 
1998 · 
1999 · 
2000 · 
2001 · 
2002 · 
2003 · 
2004 · 
2005 · 
2006 · 
2007 · 
2008 · 
2009 · 
2010 · 
2011 · 
2012 · 
2013 · 
2014